# ネコノミ
ネコノミ(学名:Ctenocephalides felis)とは、ノミ目（隠翅目）ヒトノミ科に属する昆虫である。

## 概要
成虫の体長はオス約2 mm、メス約3 mmになり、ネコなど恒温性の小動物の体毛・外表皮に寄生し、口器を皮膚に刺して吸血する。飼育などで小動物と接触する機会があるヒトからも吸血する場合がある。特にネコに着くことが多いが、ネコだけでなく、イヌや、野生のアライグマにも寄生する 。
幼虫は体長2 mm程で芋虫形状であり蛹で完全変態をなす。羽化した成虫は、寄生する動物が通りかかるなどで近くに来るまで待機し、呼気中の二酸化炭素や体温などで動物の気配を察知すると狙いをつけ、髙さ30 cmほど跳躍する。
成虫のメス1匹が1日に10個程の卵を産み、生涯で凡そ1,000個に及ぶ。産卵は体表面にされ、ネコの生活する場所の地表に落ちる。幼虫は塵埃のなかにある虫の糞便やフケのような有機物を餌にして成長する。
また猫ひっかき病の要因となる細菌バルトネラ・ヘンセラ菌の保菌者であり、ネコの体表面に付着した本種糞便をグルーミング行動で舐めてしまうことから媒介することでも知られる。